# Carl Engler
Pour les articles homonymes, voir Engler.
Carl Engler, né Carl Oswald Viktor Engler le 5 janvier 1842 à Weisweil et mort le 7 février 1925 à Karlsruhe, est un chimiste et professeur allemand.

## Biographie
En 1859, il commence à étudier la chimie à l'université de Karlsruhe, où il devient professeur adjoint en 1863.
Il effectue différentes recherches sur le pétrole. Il publie Handbuch der technischen Chemie (Vade mecum de la chimie industrielle) en 1872. Il travaille aussi sur la synthèse de la teinture d'indigo.
En 1903, la société BASF l'engage comme conseiller technique. Vers la fin des années 1900, son appui à Fritz Haber incite la société à évaluer le procédé Haber.